# الخضيراء (الشعر)

تعديل مصدري - تعديل

الخضيراء محلة تابعة لقرية روحان، التابعة لعزلة الا ملؤك بمديرية الشعر إحدى مديريات محافظة إب في الجمهورية اليمنية، بلغ تعداد سكانها 46 حسب تعداد اليمن لعام 2004.